# Hüttstatthöhle
Die Hüttstatthöhle liegt zwischen Widderkarkogel und Hinterem Bruderkogel im westlichen Toten Gebirge in der Steiermark in Österreich.
Die Hüttstatthöhle war 1921 von Othmar Schauberger und Willi Lang entdeckt worden. 1922 wurde die Höhle dann bis zum Schachtabgrund des Freundschaftsdoms befahren, der 42 m tiefe Schacht wurde 1936 überwunden. Von 1978 bis 1994 wurde die Hüttstatthöhle von der Höhlenarbeitsgruppe Schwäbisch Gmünd in Zusammenarbeit mit der Höhlenforschungsgruppe Nürtingen bis auf 9175 m Gesamtganglänge bei 245 m Vertikalerstreckung vermessen.